# 新・美少女日記
『新・美少女日記』（しんびしょうじょにっき）は、2001年10月1日から2002年3月29日までテレビ東京系で月曜日 - 金曜日の深夜に放送されていたミニ番組である。

## 番組概要
- ドラマ「新・美少女日記」（藤本美貴主演）（2001年放送分）

美少女の何気ない日常を描いたホームドラマで、家庭内の義理の母のイジメに苦悩する主人公を藤本美貴が演じた。最終話で明かされた義母の真意とは……。
- ドラマ「新・美少女日記」イタリア編（藤本美貴主演）（2002年放送分）

2001年分からリニューアルされ、前述のドラマとの接点はない。藤本がイタリア各地を旅行しつつ、彼女が思ったことや感じたことが、モノローグ風に藤本自身のナレーションで語られる。
なお、この放送分より番組のオープニングテーマ曲が藤本の「Let's Do 大発見!」に変更され、これが彼女の歌声のテレビ初披露となる。（ソロデビュー後、デビュー曲「会えない長い日曜日」のC/Wとして収録）
- モーニング娘。のゴナゴト

モーニング娘。の各メンバーが週代わりに1人ずつ、自作の川柳を披露し、その川柳に込めた意味を語る。

## 出演者
- モーニング娘。
- 藤本美貴
- 平家みちよ
- 石井リカ
- 稲葉貴子

## 書籍
- モーニング娘。ゴナゴトPHOTO BOOK（角川書店、2002年3月28日） ISBN 4048535021

| テレビ東京 ハロー!プロジェクト ミニ番組 | テレビ東京 ハロー!プロジェクト ミニ番組          | テレビ東京 ハロー!プロジェクト ミニ番組 |
| 前番組                                  | 番組名                                           | 次番組                                  |
| --------------------------------------- | ------------------------------------------------ | --------------------------------------- |
| 美少女教育 （2001年4月2日 - 9月28日）   | 新・美少女日記 （2001年10月1日 - 2002年3月29日） | 美少女教育II （2002年4月1日 - 9月27日） |